# Grande ufficiale

Placca da petto da grande ufficiale dell'Ordine brasiliano del Rio Bianco

Il titolo di Grande Ufficiale (o Commendatore con Placca) è una classe onorifica di alto rango in uso in molti ordinamenti.
Esso, nella scala delle benemerenze degli ordini cavallereschi e di merito, è superiore a quello di commendatore ed è inferiore all'onorificenza di cavaliere di gran croce.

## Il titolo e le sue varie accezioni

### Francia
In Francia assume due significati:
- Grandufficiale della corona di Francia
- più sovente, indicato con l'appellativo di grand officier (Grands officiers de la Légion d'honneur), viene conferito solitamente in occasione della Legion d'onore, ordine cavalleresco creato da Napoleone Bonaparte, primo console della Prima repubblica francese, il 19 maggio 1802 e sopravvissuto sino ad oggi come la massima onorificenza dello stato francese.

### Germania
In Germania il titolo di Großoffizial è raramente usato.

### Italia
In Italia, il titolo di grande ufficiale ha di norma un solo grado ed è stato utilizzato come onorificenza di secondo grado in alcuni ordini durante gli stati preunitari della Penisola, entrando in uso in maniera decisiva negli ordini cavallereschi del Regno d'Italia ed anche in quelli della repubblica.

Nastro da collo da Grande Ufficiale

### Regno Unito
- Grandi ufficiali dello Stato (Regno Unito) (Great Officers of State).

### Sacro Romano Impero
- Grande Ufficiale del Sacro Romano Impero.

### Svezia
- Grande ufficiale del Regno di Svezia (De Högre Riksämbetsmännen).

## Insegne
Gli insigniti della medaglia di grand'ufficiale di un ordine cavalleresco, solitamente, indossano l'onorificenza come segue:
La medaglia viene portata appesa ad un nastro da appendersi al collo dell'insignito che ha i colori specifici di quell'ordine ed una larghezza definita dai medesimi statuti. Sul petto (a destra o sinistra a seconda dei casi) viene portata solitamente una placca in argento (di dimensioni minori di quella della gran croce) da appuntarsi a foggia di spilla che viene solitamente realizzata in argento.